# Góra Kościuszki
Góra Kościuszki (ang. Mount Kosciuszko [mæʊnt ˈkɔziˌɔskoʊ]) – najwyższy szczyt lądowej części Australii (2228 m n.p.m.), niekiedy podawany jako najwyższy szczyt Australii i Oceanii, choć w klasyfikacji tej części świata znajduje się poza pierwszą dziesiątką. Jest położona w Nowej Południowej Walii, w Parku Narodowym Kościuszki, w Górach Śnieżnych w paśmie Alp Australijskich.
Góra została odkryta, zdobyta i nazwana przez Pawła Edmunda Strzeleckiego w czasie jego historycznej wyprawy z Jamesem Macarthurem z Sydney do Melbourne. Ich trasa, nieprzebyta wcześniej przez Europejczyków, prowadziła poprzez Alpy Australijskie oraz żyzną krainę, nazwaną przez Strzeleckiego Gippsland, na cześć ówczesnego gubernatora Nowej Południowej Walii, sir George’a Gippsa. W wyprawie brał ponadto udział James Riley oraz aborygeńscy przewodnicy Charlie Tarra i Jackey. Celem Strzeleckiego były badania naukowe m.in. geologiczne, oraz zdobycie i nazwanie najwyższego szczytu Australii. Natomiast Macarthur był głównie zainteresowany odkrywaniem nowych pastwisk i terenów nadających się do zagospodarowania przez osadników. Ich trasa na Górę prowadziła z Geehi zboczem dziś nazywanym Hannel’s Spur. 12 marca 1840 r. Strzelecki i Macarthur stanęli na najwyższym szczycie pasma górskiego widocznym od strony Geehi, obecnie noszącym nazwę Mt Townsend. Tu Strzelecki dokonał pomiarów geodezyjnych i stwierdził, że sąsiednia góra jest trochę wyższa. W obecności Macarthura, zdejmując kapelusz z głowy, uroczyście nazwał tę najwyższą górę Mt Kosciusko, by uczcić pamięć gen. Tadeusza Kościuszki, bohatera walk w Ameryce i w Polsce o wolność, niepodległość i równość. Z Mount Townsend Strzelecki powędrował samotnie, by zdobyć ten najwyższy szczyt. Tymczasem Macarthur powrócił do obozowiska, które na zboczu poniżej mieli przygotować Charlie Tarra i Jackey.
W oparciu o raporty Strzeleckiego nazwa Mt Kosciusko została w 1851 r. naniesiona przez Stanowego Geodetę Thomasa Townsenda na mapy hrabstwa Selwyn, a od 1860 r. znalazła się na mapach większej prowincji Wallace, a następnie Nowej Południowej Walii. Geodeta Townsend w latach 1846-7 przeszedł szczytowym pasmem Gór Śnieżnych i po Strzeleckim był drugą osobą, która stanęła na Mt Kosciusko.
W 1870 r. geodeci stanu Wiktoria podczas Victorian geodetical survey dokonali własnych pomiarów i błędnie przypisali nazwę Mount Kosciusko innej górze – sąsiedniemu szczytowi, który obecnie nazywa się Mount Townsend. Ten błąd stał się przyczyną zamieszania, którego konsekwencje są odczuwalne nawet współcześnie. W roku 1885 austriacki podróżnik i badacz R. von Lendenfeld, prowadzony przez lokalnego osadnika i hodowcę owiec J.M. Spencera powtórzył trasę Strzeleckiego sprzed 45 lat. Posługiwał się jednak błędną mapą wiktoryjską (pochodzącą z Victorian geodetical survey). Podobnie jak Strzelecki, wszedł na górę, błędnie oznaczoną na mapie jako Mt Kosciusko. Po dokonaniu pomiarów Lendenfeld stwierdził, że sąsiedni szczyt jest wyższy i nazwał go Mount Townsend. Nadał też nazwy okolicznym szczytom i strumieniom. Swój raport przesłał do władz Nowej Południowej Walii. Nie czekając na jego zatwierdzenie, opublikował w wielu gazetach komunikat, że odkrył i nazwał najwyższy szczyt Australii imieniem Mt Townsend. Jego zdaniem Mt Kosciusko był drugim w kolejności najwyższym szczytem Australii.
Władze Nowej Południowej Walii zaakceptowały wiele nazw proponowanych przez Lendenfelda, z wyjątkiem nazwy najwyższej góry, która już miała oficjalną nazwę Mt Kosciusko. Proponowaną przez Lendenfelda nazwę Mount Townsend nadano natomiast drugiej co do wysokości górze; to nazewnictwo obowiązuje do chwili obecnej.
W 1892 r. postawiono na najwyższej górze punkt triangulacyjny.
W roku 1997 w wyniku kampanii prasowej i dyplomatycznej dodano do nazwy najwyższej góry literkę Z i od tej pory nazywa się ona oficjalnie Mt Kosciuszko. Australijska wymowa nazwy odbiega znacznie od jej wymowy w języku polskim – w przybliżeniu brzmi "kozyjosko".
Spotykane często w popularnych publikacjach i w internecie historie o zamianie nazw gór nie znajdują potwierdzenia ani w faktach ani w  oficjalnych dokumentach. Do zamieszania przyczynia się również słynny obraz Eugene von Guerarda z 1863 r. ‘widok z góry Kościuszki’ przedstawiający de facto widok z Mt Townsend, a nie z Góry Kościuszki.
Wiele zamętu wprowadza też sprawa przypisywania Górze Kościuszki nazwy aborygeńskiej – Targangil. Ta nazwa pojawiła się po raz pierwszy w liście J.M. Spencera, przewodnika Lendenfelda. Spencer odnosił tę nazwę do góry dziś nazywanej Mt Townsend, która na błędnej mapie wiktoryjskiej zaznaczona była jako Mt Kosciusko. A więc Targangil to Mt Townsend. Góra Kościuszki nie miała nazwy aborygeńskiej – co potwierdza A.E.J. Andrews, ekspert od historii Gór Śnieżnych i autor monografii „Kosciusko, The Mount in History”. 
Kwestia aborygeńskiej nazwy dla góry (Góra Kościuszki położona jest na tradycyjnych terenach ludu Ngarigo) pojawiła się na przełomie XX i XXI w. – wówczas to burmistrz Tumbarumby, miejscowości znajdujące się u podnóża góry, wezwał do przyjęcia dla góry nazwy aborygeńskiej (w Australii od końca XX w. zmieniono wielu obiektom geograficznym nazwy na aborygeńskie). Od tego czasu temat zmiany nazwy góry powraca, kwestia ta spowodowała zbliżenie australijskiej Polonii i ludności rdzennej tego obszaru oraz wzajemne poznawania argumentów i ustalanie możliwych rozwiązań. W 2019 Toomaroombah Kunama Namadgi Indigenous Corporation, jedna z lokalnych aborygeńskich organizacji, złożyła do Geographical Names Board of NSW (Rada Nazw Geograficznych Nowej południowej Walii) wniosek o ustanowienie podwójnej nazwy dla góry – do dotychczasowej nazwy dodany miałby być człon Kunama Namadgi oznaczający w języku miejscowych aborygenów "Śnieżna Góra". Rada tę propozycję przyjęła do konsultacji, jednak część przedstawicieli Aborygenów zakwestionowało tę nazwę.

## Trasy turystyczne na Górę Kościuszki
Oficjalne szacunki mówią, że szczyt odwiedza ponad 30,000 turystów rocznie.
Najpopularniejszą i najłatwiejszą trasą na najwyższy szczyt lądowej Australii jest trasa z Thredbo. Ma ok. 6,5 km a zaczyna się wjazdem wyciągiem krzesełkowym oszczędzającym wędrówki 560m pod górę. Szlak prowadzi w kierunku płn.-zach. na przełęcz Rawson Pass wygodną trasą po stalowej kracie chroniącej środowisko. Na przełęczy znajdują się słynne  ekologiczne toalety zbudowane w 2007. Z przełęczy na szczyt Góry droga wiedzie serpentyną długości ok. 1,4 km. 
Drugą popularną trasą jest szlak z Charlotte Pass, dokąd można dojechać samochodem. Szlak prowadzi ok. 9,5 km górską drogą w kierunku południowo-zachodnim, przecinając Snowy River oraz przechodząc koło Seaman’s Hut, malowniczej chatki służącej za schronienie dla turystów. Obie trasy spotykają się. Trasa z Charlotte Pass łączy się na przełęczy Rawson ze szlakiem z Thredbo. Dłuższym i trudniejszym ale bardziej malowniczym wariantem tej trasy jest odgałęzienie północne na Blue Lake (Niebieskie Jezioro).
Strzelecki wchodził na Górę inną trasą, najtrudniejszą, zboczem Hannel’s Spur, od północno-zachodniej strony Góry. Szlak zaczyna się od Geehi Campground i prowadzi przez Moira Flat oraz Byatts Camp, z odgałęzieniem na Mt Townsend. Jest to najbardziej stroma trasa w Australii o różnicy poziomów 1800 m. Niegdyś pędzono przez Hannel’s Spur owce na wypas, obecnie już zabroniony ze względu na ochronę środowiska. Szlak jest zarośnięty i kiepsko oznakowany, wymaga przeprawy przez rzekę i podąża nim nie więcej niż kilku wytrawnych turystów rocznie.
W 1983 r. pokonał tę trasę dr Janusz Rygielski prawdopodobnie jako drugi Polak po Strzeleckim. W lutym 2009 Oskar Kantor z Mariuszem Krzyżelewskim oraz z amerykańskimi wspinaczami Martinem Douthitt oraz Dale Torokiem przeszli tę samą trasę; była to prawdopodobnie pierwsza w historii filmowana wyprawa z Geehi na Górę Kosciuszki. Zimą, w sierpniu 2009 r. Oskar Kantor z inna ekipą (z Mariuszem Szłapakiem i Stefanem Lewandowskim) powtórzył trasę, dokonując prawdopodobnie pierwszego zimowego wejścia na Mt Kosciuszko, co też zostało sfilmowane.

## Zdjęcia

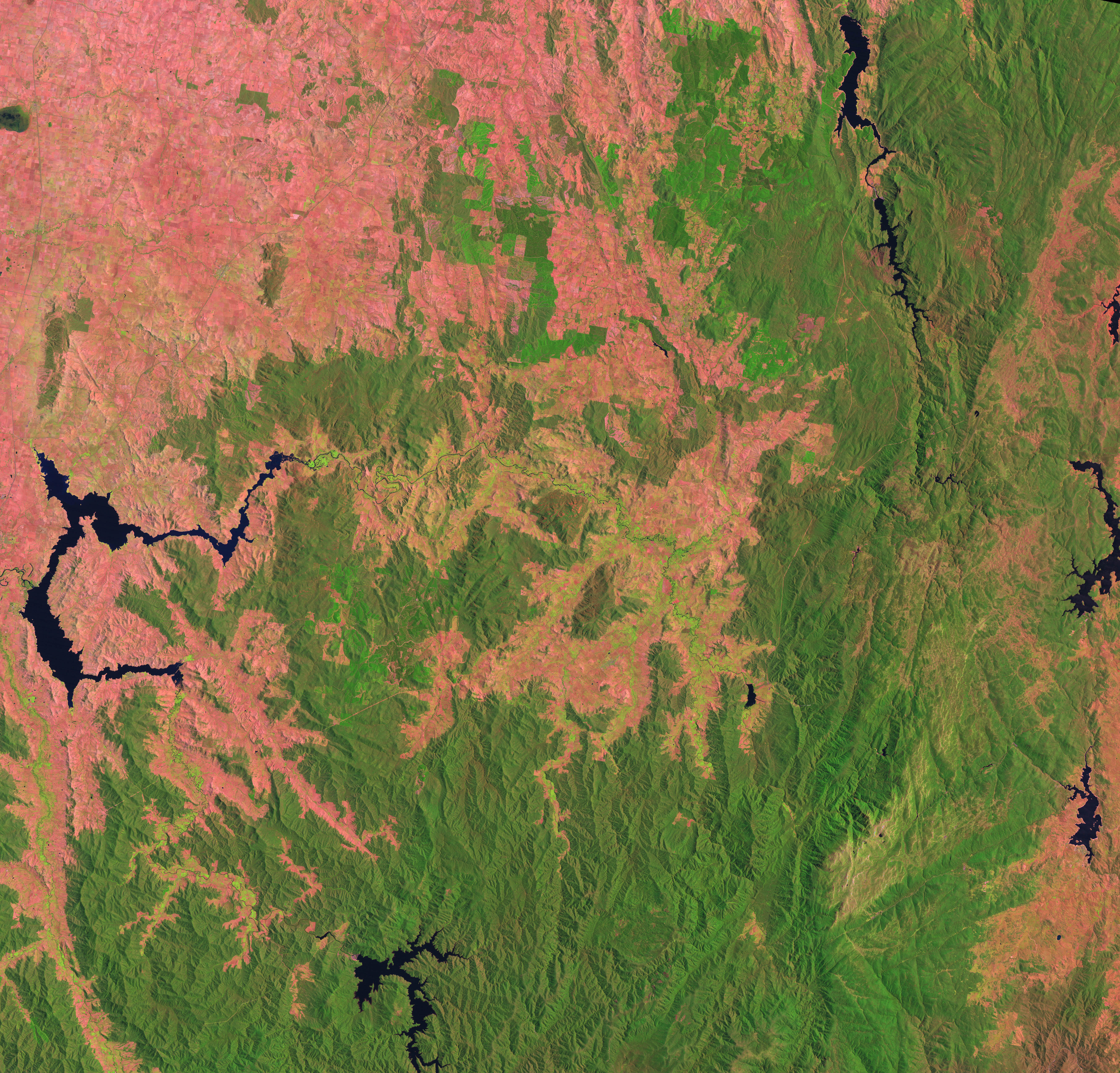
Góra Kościuszki widziana z satelity Landsat
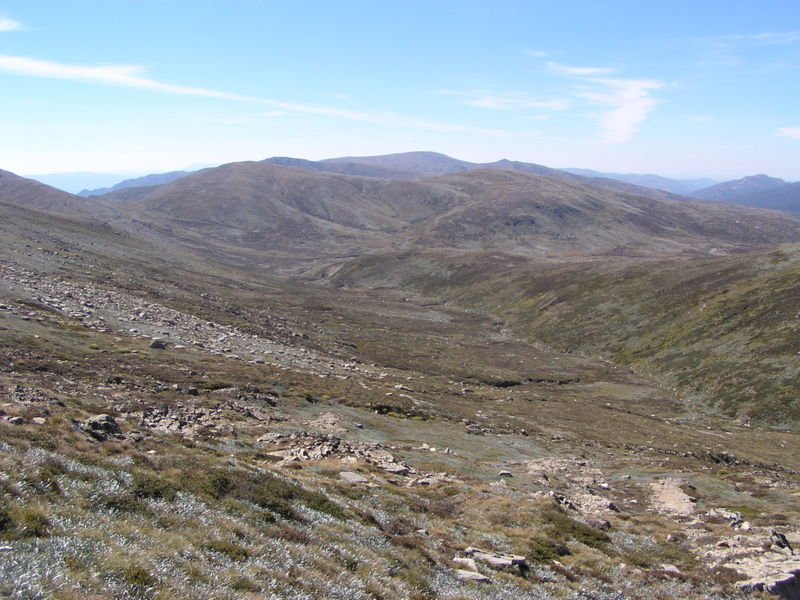
Góra Kościuszki
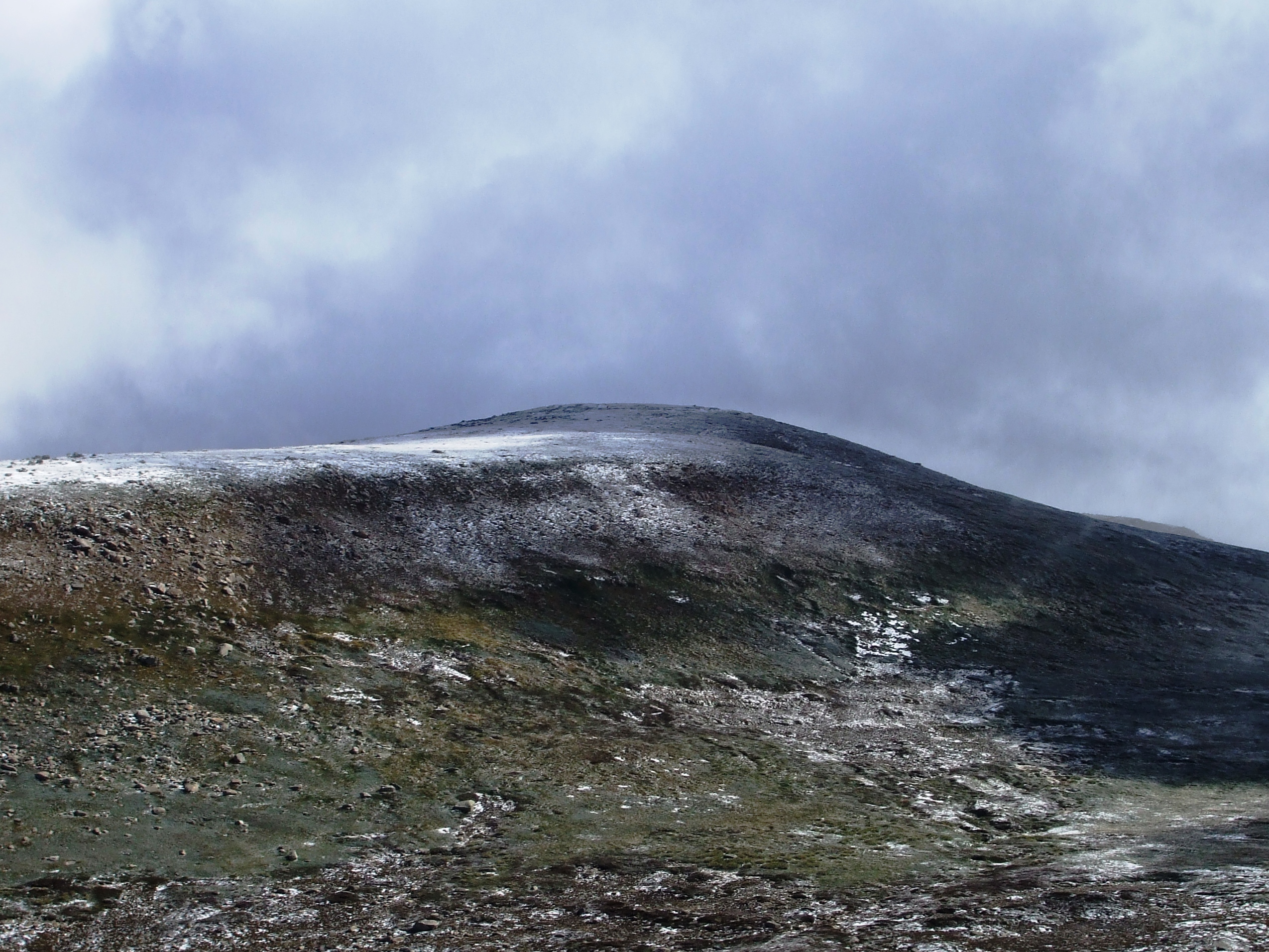
Góra Kościuszki od strony południowej
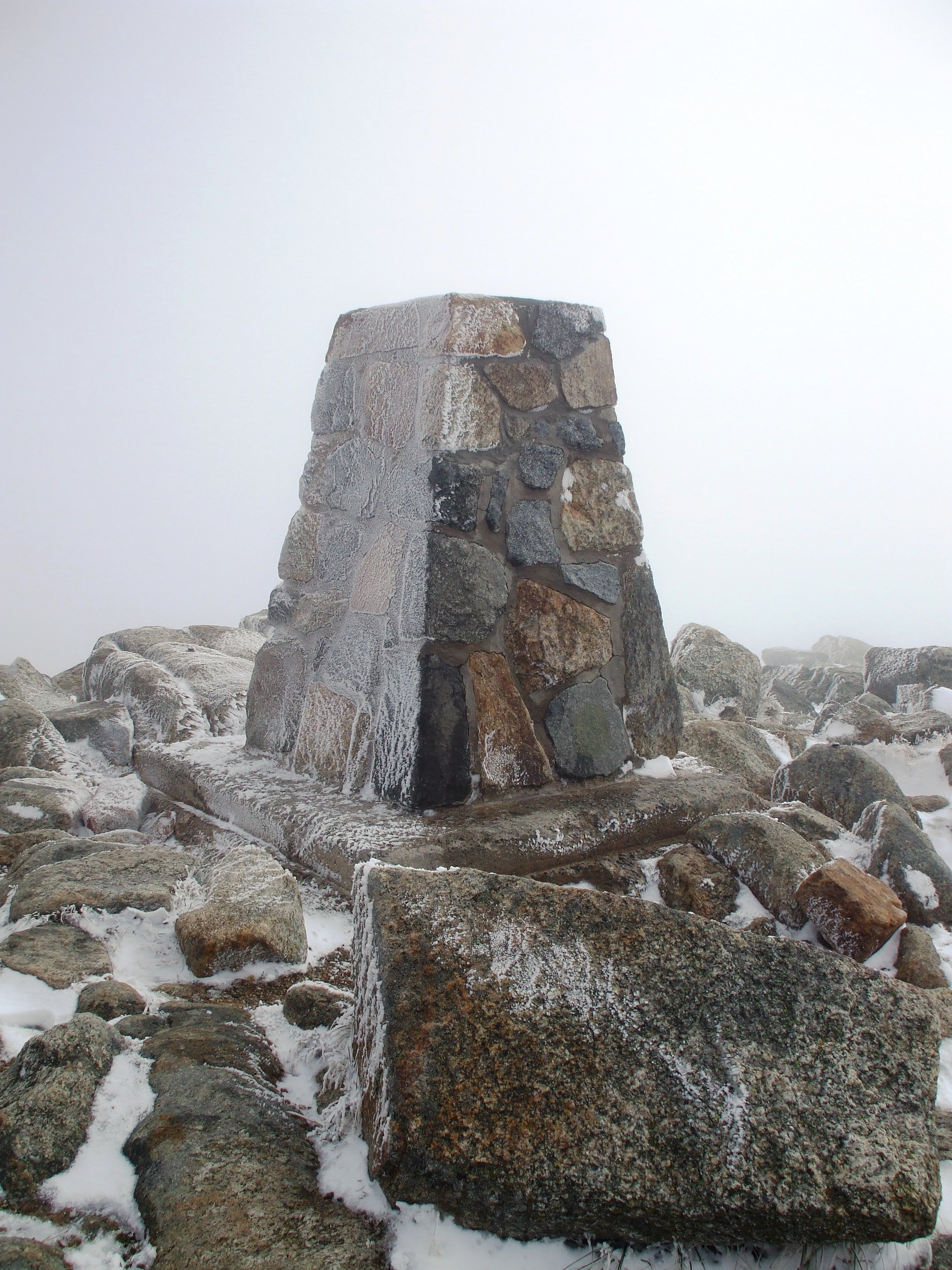
Trianguł na szczycie
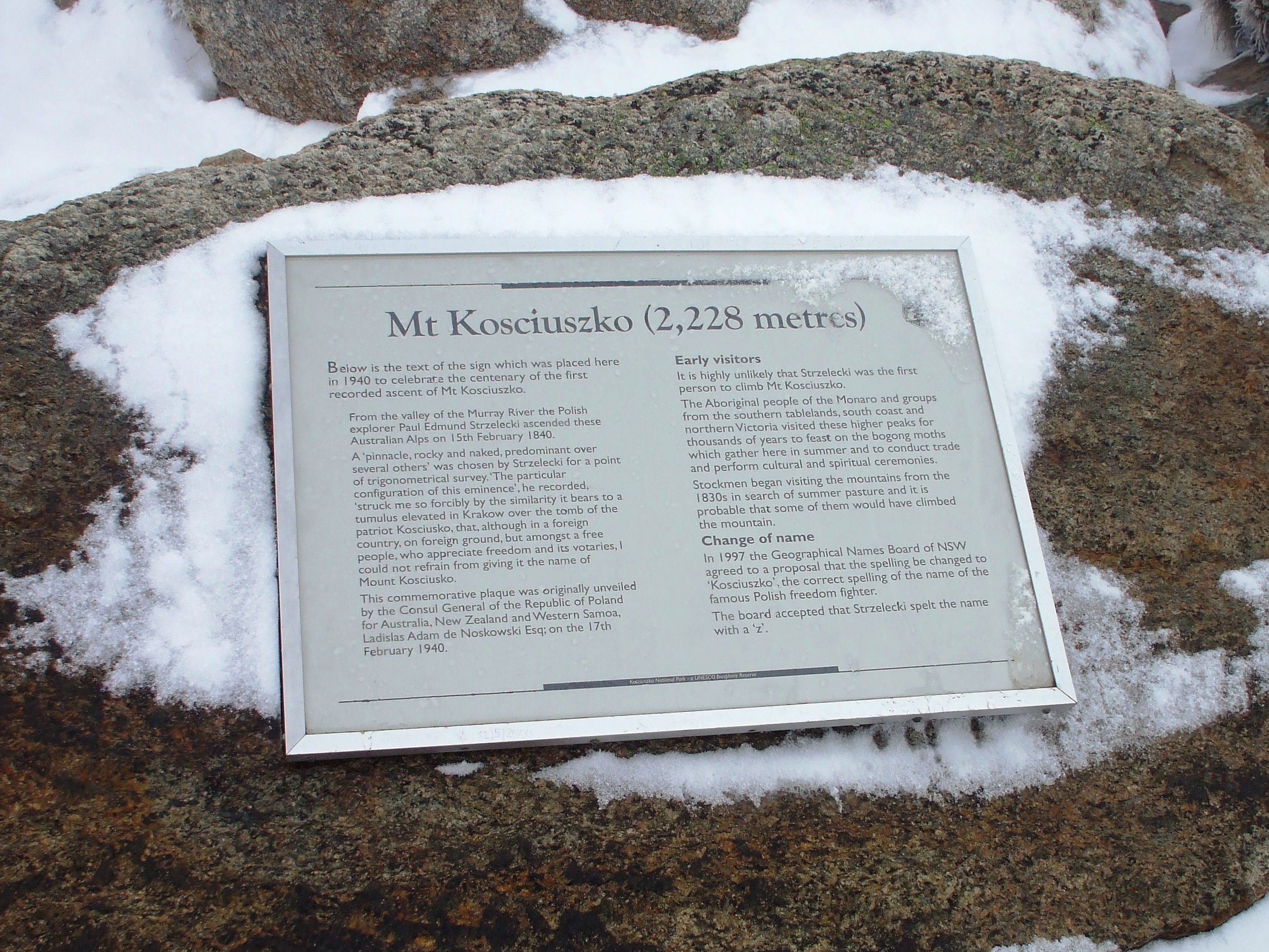
Tablica informacyjna na szczycie